# Ненсі Голдер
Ненсі Голдер (уроджена Ненсі Лінсі Джонс англ. Nancy Lindsay Jones; нар.29 серпня 1953, Лос-Алтос, штат Каліфорнія, США) — американська письменниця, викладачка.

## Життєпис
Ненсі Голдер народилась 29 серпня 1953 року в Лос-Алтос, штат Каліфорнія. Її батько спочатку працював викладачем у Стенфордському університеті, а потім поступив на службу на флот. Їх сім'ї довелося кілька разів переїжджати з місця на місце — спочатку в Каліфорнії, а потім три роки вони провели в Японії.
У шістнадцять років Ненсі вирішила стати балериною й заради цього покинула школу й вирушила до німецького Кельна. Якийсь час вона мешкала у Франкфурті-на-Майні. Пізніше Ненсі все ж таки повернулась до Каліфорнії й з відзнакою закінчила Каліфорнійський університет у Сан-Дієго.
Ненсі Голдер мешкає в Сан-Дієго, штат Каліфорнія, зі своєю дочкою Белл Клер Крістін Голдер (нар. 28 жовтня 1996). Вони у співавторстві написали кілька оповідань.

## Творча лабораторія

### Початок літературної діяльності
Перші літературні спроби Ненсі з'явились після закінчення нею бакалаврату з журналістики. Її дебютна книга — підлітковий любовний роман «Навчи мене кохати».
Під псевдонімом Лорел Чандлер у Ненсі вийшли любовні романи «Скарби кохання» (1983), «Перемога серця» (1983), «Безмежне кохання» (1984) та «Відтінки місячного сяйва» (1984). Під ім'ям Ненсі Л. Джонс був виданий роман «Jessie's Song» (1983).
У книжковій серії «Loveswept» були надруковані романи Голдер: «Переможець переживе всіх» (1984), «Найбільше шоу на Землі» (1984), «Finders Keepers» (1985), «Його прекрасна леді» (1985), «З цього світу» (1985), «Once in Love with Amy» (1986), «Смарагд вогню» (1986).
Також вона є автором романів «Rough Cut» (1990), «Cannibal Dwight's Special Purpose» (1992), «Привиди Тіволі» (1992), «Перл Гарбор, 1941» (2000) і «Pretty Little Devils» (2006).
Два романи Голдер входять в умовний «Одного разу»: «Енергійний» (2004) і «Наречена Роза» (2007). Перший з них — нове трактування історії про красуню і чудовисько, другий — переробка казки «Біла і чорна наречена», відомої нащадкам завдяки братам Грімм.

### Романи жахів
Два романи жахів Голдер написала у співавторстві з Мелані Тем — «Making Love» (1993; номінувався на «Локус» — 1994 року (9 місце)) і «Witch-Light» (1996).
Її сольний роман жахів «Dead in the Water» (1994) був нагороджений «Премією Брема Стокера» 1995 і висувався на ««Локус»» 1995 (15 місце).
В її цикл містичних жахів для підлітків «Possessions» входять романи «Possessions» (2009), «The Evil Within» (2010) і «The Screaming Season» (2011).

### Фантастика та фентезі
Також Голдер є автором фантастичної трилогії «Gambler's Star», що складається із романів «The Six Families» (1998), «Legacies and Lies» (1999) та «Invasions» (2000).
У фентезійному циклі «Обдаровані» в письменниці вийшли романи «Daughter of the Blood» (2006), «Daughter of the Flames» (2006) і «Son Of The Shadows» (2008).
У співавторстві з Деббі Віге Голдер створила підлітковий цикл темного фентезі про відьом «Прокляті», що складається з романів «Відьма» (2002), «Відчай» (2002), «Спадщина» (2003), «Мара» (2003), «Воскресіння» (2009). Права на зйомки фільму за першими двома книгами циклу куплені студією «DreamWorks».
Голдер і Віге продовжили співавторство в іншому циклі «Crusade», до якого увійшли «Crusade» (2010) і «Damned» (2011). До цього циклу примикає розповідь «Інтеграція» (2009).
Найсвіжіший цикл Голдер і Віге — «Wolf Springs Chronicles».

### Міжавторські проекти
Ненсі Голдер багаторазово брала участь у міжавторських проектах за відомими телесеріалами. Перш за все це книги за телесеріалами «Баффі, винищувачка вампірів» та «Ангел». Багато з них написані Голдер у співавторстві з Крістофером Ґолденом. Серед них дві книги серії для дітей — «Дощ на Гелловін» (1997), «Blooded» (1998).
Але значно більше книг вони написали для більш дорослої аудиторії, серед них романи «Child of the Hunt» (1998), «Безсмертний» (1999), а також трилогія «Сторож» — «З божевільні» (1999), «Привид на дорогах» (1999) і «Сини Ентропії» (1999).
Разом з Джеффом Маріоттом написала три романи із-під циклу «Невидимий» — «Палаючий» (2001), «Door to Alternity» (2001) і «Довгий шлях додому» (2001).
А ось сольні книги Голдер про Баффі — «Зло, яке роблять чоловіки» (2000), «The Book of Fours» (2001), «Chosen:The One» (2003), «Blood and Fog» (2003), «Keep Me in Mind» (2005), «Королева вбивць» (2005) і «Карнавал душ» (2006). У романі «Тепло» (2004) Ненсі знову звела разом Ангела і Баффі.

### Автор путівників світу телесеріалів
Також Ненсі є автором путівників світу телесеріалів «Ангел» і «Баффі — переможниця вампірів» — «The Angel Casefiles: The Official Companion to the Hit Show» (2002 у співавторстві з Джеффом Маріотт), «The Watcher's Guide Volume 1» (1998, разом з Крістофером Ґолденом) «The Watcher's Guide Volume 2» (2003, спільно з Мері-Елізабет Гарт і Джеффом Маріотт).